# MycoBank
MycoBank je spletna podatkovna zbirka, ki dokumentira nova mikološka imena in kombinacije ter ponuja dodatne informacije, kot so opisi in ilustracije. Upravlja jo Westerdijk Fungal Biodiversity Institute iz Utrechta.
Vsako novost pregledajo nomenklaturni strokovnjaki in ugotovijo, ali je v skladu z mednarodnim kodeksom nomenklature za alge, glive in rastline in ji dodelijo edinstven identifikator MycoBank. To številko lahko nato avtor poimenovanja navede v publikaciji, kjer se uvaja novo ime.
S pomočjo tega sistema lahko ugotovimo, katera imena so bila veljavno objavljena in v katerem letu.
MycoBank je povezan z drugimi pomembnimi mikološkimi zbirkami podatkov, kot so Index Fungorum, Life Science Identifiers, Global Biodiversity Information Facility (GBIF) in drugimi zbirkami podatkov. MycoBank je ena od treh nomenklaturnih baz podatkov, ki jih priznava Nomenklaturni odbor za glive.